# Halecium undulatum
Halecium undulatum is een hydroïdpoliep uit de familie Haleciidae. De poliep komt uit het geslacht Halecium. Halecium undulatum werd in 1921 voor het eerst wetenschappelijk beschreven door Billard. 